# 绿谷隆
绿谷隆（英語：Monolinuron，化学名：3-(对氯苯基)-1-甲氧基-1-甲基脲）是一种杀虫剂、除草剂和除藻剂。作为一种除草剂，绿谷隆常用于韭葱、马铃薯和四季豆等蔬菜田的野草控制。
绿谷隆是尿素衍生物，作为光合作用中光系统 II的抑制剂。绿谷隆可溶于水（0.735 g/l），易溶于有机溶剂（在丙酮、甲醇、甲苯中约200 g/l，在己烷中为3.9 g/l）。